# Jaqueline de Carvalho
Jaqueline Maria Pereira de Carvalho (Recife, 31 dicembre 1983) è una pallavolista brasiliana.
Gioca nel ruolo di schiacciatrice nel Barueri.

## Carriera
La carriera di Jaqueline de Carvalho inizia nel 1997 nello Sport Recife, giocando contemporaneamente a pallavolo e a pallacanestro, a cui rinuncia in seguito. Nel 1999 viene convocata per il campionato mondiale under 18, dove si classifica al secondo posto. Sempre nello stesso anno inizia la carriera da professionista ingaggiata dal BCN. Nel 2001 vince il campionato mondiale Under-20, venendo anche eletta Most Valuable Player. Nel 2002 viene selezionata per il campionato mondiale in nazionale maggiore, ma è costretta a saltare l'evento a causa di una trombosi alla mano, a cui seguono diversi infortuni che rallentano la sua carriera.
Nel 2004, dopo aver vinto due edizioni della Superliga brasiliana senza poter dare il proprio contributo, viene ingaggiata dal Rio de Janeiro; impiegata inizialmente come riserva, nel corso della stagione ritrova il ritmo partita e riesce a conquistare un posto da titolare. Nell'estate del 2005 riesce ad esordire in nazionale, vincendo la medaglia d'oro al World Grand Prix, al campionato sudamericano e alla Grand Champions Cup. Nella seconda stagione col club di Rio de Janeiro si aggiudica la sua terza Superliga. Nell'estate del 2006 vince nuovamente il World Grand Prix ed è finalista al campionato mondiale, dove viene premiata come miglior ricevitrice.
Nella stagione 2006-07 viene ingaggiata nella Serie A1 italiana dalla Giannino Pieralisi di Jesi, con cui disputa la finale di campionato. Al termine della stagione risulta positiva ad un controllo anti-doping a causa di una crema contro la cellulite, saltando così parte delle competizioni con la nazionale, ma tornando per la Coppa del Mondo, in cui vince la medaglia d'argento. La stagione successiva gioca in Spagna nel CAV Murcia con cui vince Supercoppa spagnola, Coppa della Regina e campionato. Nell'estate del 2008 vince nuovamente la medaglia d'oro al World Grand Prix, la medaglia d'oro alla Final Four Cup e, soprattutto, la medaglia d'oro ai Giochi della XXIX Olimpiade. Nella stagione 2008-09 torna in Italia, ingaggiata dalla Robursport Pesaro, con cui vince Supercoppa italiana, Coppa Italia e campionato.
La stagione successiva va a giocare con l'Osasco, con cui vince una Superliga e due edizioni consecutive del campionato sudamericano per club. Nell'estate del 2010 vince la medaglia d'argento al World Grand Prix, dove viene premiata come miglior attaccante, e al campionato mondiale. Dopo un break di pochi mesi, dovuto ad una gravidanza ed il successivo aborto spontaneo, torna in campo e vince nuovamente il campionato sudamericano per club. A fine settembre rientra anche in nazionale, aggiudicandosi il campionato sudamericano. Poche settimane dopo vince la medaglia d'oro ai XVI Giochi panamericani senza poter scendere in campo per quasi tutta la competizione: durante il primo incontro della fase a gironi, contro la Repubblica Dominicana, in un'azione di gioco batte violentemente la nuca contro la testa della compagna di squadra Fabi, rimediando una piccola frattura cervicale, che la costringe ad indossare un collare per le successive otto settimane e saltare l'imminente Coppa del Mondo. Vince la medaglia d'argento al World Grand Prix 2012 e la medaglia d'oro ai Giochi della XXX Olimpiade di Londra e al World Gran Prix 2014 e la medaglia di bronzo al campionato mondiale 2014.
Nella stagione 2014-15 viene ingaggiata a torneo iniziato dalla formazione del Minas; con la nazionale nel 2015 vince la medaglia d'argento ai XVII Giochi panamericani. Nella stagione seguente veste la maglia del Sesi; con la nazionale si aggiudica per la settima volta la medaglia d'oro al World Grand Prix.
Dopo essere tornata a giocare nel Minas per il campionato 2016-17, firma per il neopromosso Barueri nel campionato seguente.

## Vita privata
È sposata col pallavolista Murilo Endres, fratello minore del pallavolista Gustavo Endres. A maggio del 2011 scopre di essere incinta, tuttavia perde il bambino che aspettava da Murilo. Nel luglio 2013 la coppia annuncia di essere nuovamente in attesa. Il 20 dicembre Jacqueline dà alla luce un maschio, Paulo Arthur Carvalho Endres.

## Palmarès

### Club
- Campionato brasiliano: 5

2002-03, 2003-04, 2005-06, 2009-10, 2011-12
- Campionato spagnolo: 1

2007-08
- Campionato italiano: 1

2008-09
- Coppa della Regina: 1

2007-08
- Coppa Italia: 1

2008-09
- Supercoppa spagnola: 1

2007
- Supercoppa italiana: 1

2008
- Campionato Paulista: 4

2001, 2002, 2003, 2012
- Campionato Carioca: 2

2005, 2006
- Campionato sudamericano per club: 4

2009, 2010, 2011, 2012
- Campionato mondiale per club: 1

2012

### Nazionale (competizioni minori)
- Campionato mondiale under 18 1999
- Campionato mondiale under 20 2001
- Trofeo Valle d'Aosta 2005
- Montreux Volley Masters 2005
- Trofeo Valle d'Aosta 2006
- Final Four Cup 2008
- Giochi panamericani 2011
- Giochi panamericani 2015

### Premi individuali
- 2001 - Campionato mondiale Under-20: MVP
- 2006 - Campionato mondiale: Miglior ricevitrice
- 2009 - Campionato sudamericano per club: MVP
- 2010 - Superliga brasiliana: MVP
- 2010 - World Grand Prix: Miglior attaccante
- 2011 - Campionato sudamericano per club: MVP
- 2011 - Campionato sudamericano per club: Miglior servizio
- 2012 - Campionato sudamericano per club: Miglior servizio
- 2012 - Mondiale per club: Miglior ricevitrice
- 2013 - Superliga Série A: Miglior ricevitrice